# 갈락토스
갈락토스(영어: galactose)는 6개의 탄소 원자가 포함된 단당류이고, 알데하이드기를 가지고 있는 알도스이며, 화학식은 C6H12O6이다. 글루코스(포도당)만큼 단맛이 나며, 설탕의 30%정도의 단맛을 낸다. 갈락토스와 글루코스는 4번 탄소(C-4)에서 입체화학적 성질이 다른 에피머이다. 갈락탄은 헤미셀룰로스에서 발견되는 갈락토스의 중합체이고, 가수 분해에 의해 갈락토스로 전환될 수 있다.

## 어원
갈락토스라는 이름은 19세기 중엽 찰스 바이스만(Charles Weissman)에 의해 명명되었으며, 그리스어 "galaktos(milk)" 와 당을 뜻하는 일반적인 화학 접미사인 "-ose"에서 유래되었다.

## 구조와 이성질체
갈락토스는 선형과 고리형으로 존재한다. 선형은 선형의 끝부분에 카보닐기를 갖는다.
4개의 이성질체는 고리형인데 그 중 2개는 피라노스 고리이고, 2개는 푸라노스 고리이다. 갈락토푸라노스는 세균, 균류 및 원생동물에서 발견되고, 외향고리 1,2-다이올을 통해 척삭동물의 면역 렉틴으로 추정되는 인텔렉틴(intelectin)에 의해 인식된다. 선형에서 고리형으로의 변화가 선형의 카보닐 부위에서 새로운 입체 중심의 생성을 포함하기 때문에 고리형에서 α, β로 명명된 2개의 아노머가 있다. β형에서 하이드록시기는 수평 방향에 위치하는 반면 α형에서는 하이드록시기가 수직 방향에 위치한다.
| D-갈락토스의 구조  | D-갈락토스의 구조  | D-갈락토스의 구조  |
| 골격구조식         | 하워드 투영식      | 하워드 투영식      |
| ------------------ | ------------------ | ------------------ |
|                    | α-D-갈락토푸라노스 | β-D-갈락토푸라노스 |
| α-D-갈락토피라노스 | β-D-갈락토피라노스 |                    |

## 젖당과의 관계
갈락토스는 단당류이며 탈수축합반응을 통해 단당류인 포도당과 결합하여 이당류인 젖당(락토스)을 생성한다. 락테이스와 β-갈락토시데이스는 젖당을 포도당과 갈락토스로 가수 분해하는 반응을 촉매한다. β-갈락토시데이스는 대장균(Escherichia coli)의 젖당 오페론에 의해 만들어진다.
자연에서 젖당은 주로 우유 및 유제품에서 발견된다. 따라서, 낙농 유래 성분으로 제조된 다양한 식품은 젖당을 함유할 수 있다. 갈락토스를 포도당으로 전환시키는 갈락토스 대사는 를루아르(Leloir) 경로로 알려진 메커니즘에서 3가지 주요 효소들에 의해 수행된다. 효소들을 대사 경로 순으로 나열하면 갈락토키네이스(GALK), 갈락토스 1-인산 유리딜기 전이효소(GALT), UDP-갈락토스 4-에피머화효소(GALE)이다.
사람의 수유 과정시 젖샘에서 젖당을 분비할 수 있도록 포도당은 갈락토스로 전환된다. 그러나 모유에서 거의 대부분의 젖당은 혈액에서 공급된 갈락토스로부터 합성되며, 단지 35±6%만이 새로 합성된 갈락토스로부터 만들어진다. 글리세롤도 젖샘의 갈락토스 생산에 일부 기여한다.

## 대사

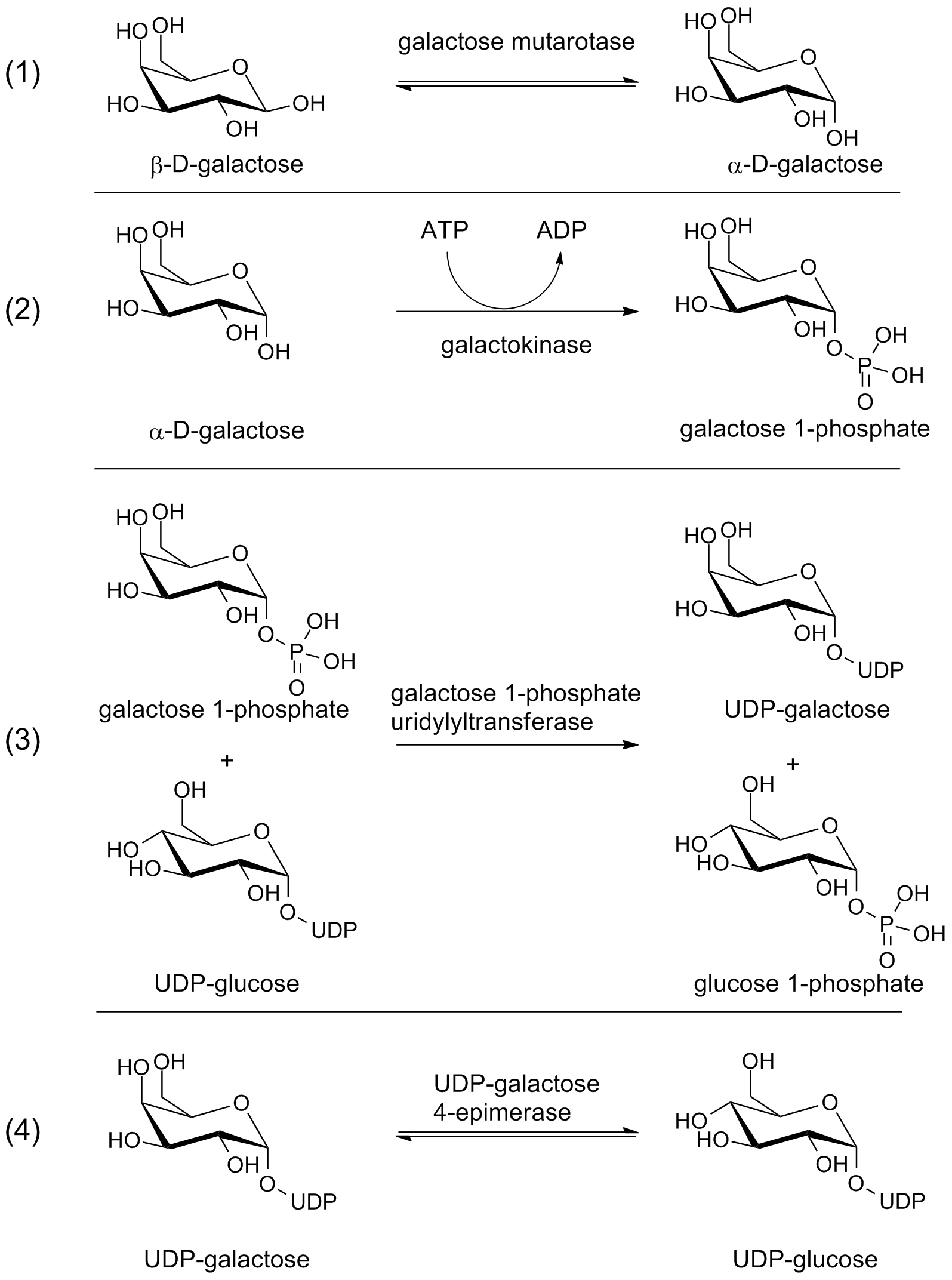
갈락토스 대사

포도당은 인체 내 대사의 주에너지원이다. 포도당은 갈락토스보다 안정하며, 적어도 하나의 당이 단백질 또는 지질에 부착된 분자인 비특이적 당포합체의 형성에 덜 민감하다. 이러한 이유로 많은 연구자들은 갈락토스에서 포도당으로의 신속한 전환을 위한 경로가 많은 생물들에서 고도로 보존되어 왔다고 추측하고 있다.
갈락토스 대사의 주된 경로는 를루아르 경로이다. 그러나 인간과 몇몇 다른 생물들에서는 몇 가지 대체 경로가 포함되어 있는 것으로 나타났다. 를루아르 경로는 β-D-갈락토스를 UDP-포도당으로 전환시키는 과정으로 구성된다. 첫 단계는 변광회전효소(mutarotase, GALM)에 의한 β-D-갈락토스의 α-D-갈락토스로의 전환이다. 를루아르 경로는 3가지 주요 효소를 통해 α-D-갈락토스를 UDP-포도당으로 전환시킨다. 갈락토키네이스(GALK)는 α-D-갈락토스를 갈락토스 1-인산으로 인산화시킨다. 갈락토스 1-인산 유리딜기 전이효소(GALT)는 UDP-포도당에서 UDP기를 갈락토스 1-인산으로 전이시켜 UDP-갈락토스를 형성한다. 마지막으로 UDP-갈락토스 4-에피머화효소(GALE)는 UDP-갈락토스 및 UDP-포도당을 상호변환시켜 경로를 완성한다.
갈락토스혈증(galactosemia)은 를루아르 경로의 효소들 중 하나에서 발생한 유전적 돌연변이로 인해 갈락토스를 적절하게 분해하지 못해서 생기는 선천적 대사이상증이다. 갈락토스혈증 환자는 소량의 갈락토스 섭취도 위험할 수 있다.

## 공급원
갈락토스는 유제품, 아보카도, 사탕무, 기타 고무 및 점액에서 발견된다. 또한 신체의 여러 조직에서 당지질과 당단백질의 일부를 만드는 과정에서 합성된다. 또한 제3세대 에탄올 생산 과정(대형 조류로부터)의 부산물이다.

## 임상적 중요성
생쥐, 쥐, 초파리를 D-갈락토스에 만성적으로 노출시킨 결과 노화가 촉진되었다. 두 연구는 우유의 갈락토스와 난소암 사이의 연관성을 제시했다. 다른 연구에서는 갈락토스 대사 이상이 있더라도 갈락토스와 난소암 사이에는 상관관계가 없음을 보여주었다. 최근 하버드 대학교 보건대학원에서 수행된 분석에 따르면 젖당 함유 식품과 난소암 사이에 특별한 상관관계를 보이지 않았고, 30 g/d의 젖당 소비에 대한 위험 증가치는 통계적으로 무의미했다. 가능할 수 있는 위험을 확인하기 위해서는 더 많은 연구가 필요하다.
진행 중인 몇몇 연구들은 갈락토스가 국소 분절 사구체 경화증(focal segmental glomerulosclerosis)(신부전 및 단백뇨를 초래하는 신장병)의 치료에 역할을 할 수 있음을 시사한다. 이 효과는 FSGS 인자에 갈락토스가 결합된 결과일 수 있다.
갈락토스는 ABO식 혈액형 시스템 내에서 혈액형을 결정하는 적혈구에 존재하는 항원의 구성 요소이다. O항원 및 A항원에는 항원에 2개의 갈락토스 단위체가 있고, B항원에는 3개의 갈락토스 단위체가 있다.
2개의 갈락토스로 구성된 이당류인 갈락토스-α-1,3-갈락토스(α-gal)는 포유류 고기에 존재하는 잠재적인 알레르기 항원으로 인식되어 왔다. 론스타 진드기(lone star tick)에 물리면 α-gal 알레르기가 유발될 수 있다.

## 역사
1855년에 에르트만(E. O. Erdmann)은 젖당의 가수분해가 포도당 이외의 물질을 생성한다고 언급하였다. 갈락토스는 1856년 루이 파스퇴르에 의해 처음으로 분리, 연구되었고, 파스퇴르는 갈락토스를 "젖당(lactose)"이라고 불렀다. 1860년에 베르틀로(Berthelot)는 갈락토스를 "갈락토스(galactose)" 또는 "글루코스 락티크(glucose lactique)로 개명하였다. 1894년에 에밀 피셔와 로버트 모렐(Robert Morrell)은 갈락토스의 입체 배치(configuration)를 밝혀냈다.

## 같이 보기
- 글루코스
- 프럭토스